# Pozuelo de Aragón (kommun)
Pozuelo de Aragón är en kommun i Spanien.   Den ligger i provinsen Provincia de Zaragoza och regionen Aragonien, i den nordöstra delen av landet, 240 km nordost om huvudstaden Madrid. Antalet invånare är 327. Arean är 32 kvadratkilometer. Pozuelo de Aragón gränsar till Alberite de San Juan.
Terrängen i Pozuelo de Aragón är platt.